# I Say a Little Prayer
I Say a Little Prayer är en poplåt skriven av Burt Bacharach och Hal David vilken lanserades i oktober 1967 av Dionne Warwick på skivbolaget Scepter. Warwicks version blev en stor hitsingel i USA och nådde fjärde plats på Billboard Hot 100. På b-sidan av singeln fanns låten Valley of the Dolls som också blev en hit.
Hösten 1968 släpptes låten även på singel av Aretha Franklin. Den var egentligen tänkt som b-sida till singeln "The House That Jack Built", men kom snabbt att bli populär på egen hand, och i Europa blev hennes version en större hitsingel än Warwicks version. I Storbritannien var det Franklins största framgång under 1960-talet. Franklins version av låten återfinns på albumet Aretha Now.

## Listplaceringar, Aretha Franklin
| Lista (1968-1969) | Position                  |
| ----------------- | ------------------------- |
| Australien        | 10 (Go Set)               |
| Frankrike         | 12                        |
| Irland            | 12                        |
| Nederländerna     | 4                         |
| Spanien           | 7                         |
| Storbritannien    | 4                         |
| Sverige           | 4 (Kvällstoppen)          |
| Sverige           | 3 (Tio i topp)            |
| USA               | 10 (Billboard Hot 100)    |
| USA               | 3 (Billboard R&B Singles) |
| Vallonien         | 7                         |
| Västtyskland      | 29                        |